# Love Jam
LOVE JAM  é o 2º álbum de estúdio da cantora japonesa Ai Otsuka, lançado dia 17 de novembro 2004 pela Avex Trax. O álbum foi lançado nas versões CD e CD + DVD e vendeu cerca de 656.708 cópias e recebeu certificação 2xPlatina pela RIAJ.

## Faixas

### CD
1. Superman (スーパーマン, Suupaaman)
2. Happy Days
3. Strawberry Jam
4. Daisuki da yo. (大好きだよ。)
5. Sensu (扇子)
6. Moso Chop (妄想チョップ, Mousou Choppu)
7. Pon Pon (ポンポン)
8. Futatsuboshi Kinenbi (ふたつ星記念日)
9. Kingyo Hanabi (金魚花火)
10. Kuroge Wagyuu Joshio Tanyaki 680 Yen (黒毛和牛上塩タン焼き735円)
11. Friends (フレンズ, Furenzu)

### DVD
1. LOVE's STORY ～Daisuki da yo.～ (～大好きだよ。～)
2. SHORT FILM ～Kingyo Hanabi～ (～金魚花火～)